# TA27 (水雷艇)
TA27は第二次世界大戦時のドイツの水雷艇。ジェノバで建造中であったイタリアのアリエテ級水雷艇「アウリガ (Auriga)」をイタリアの降伏により1943年9月にドイツが捕獲したものである。
ジェノヴァのアンサルド社で建造。1942年7月15日起工。1943年4月15日進水。1943年12月28日、または12月29日就役。第10水雷群に編入された。
「TA27」は機雷敷設任務に12回、偵察任務に3回従事した。
1944年2月1日から26日の間に、第10水雷群は4度の機雷作戦に従事し、MTBとの交戦も発生した（「TA27」の参加状況は不明）。2月18-19日には「TA24」、「TA27」、「TA28」でテヴェレ川河口の南への機雷敷設に向かい、途中イギリス駆逐艦と思われるものやMTBの攻撃を受けるも作戦は成功した。また、同月にはコルシカ島のバスティア砲撃作戦も実施され、「TA27」は4度参加した。
4月2日から26日にかけて「TA23」、「TA26」、「TA27」、「TA28」、「TA29」のうちの2隻による機雷敷設作戦が合計10回行われた。
1944年6月9日、ポルト・フェライオにおいてアメリカ軍の空襲により爆弾3発が命中し、即応弾薬が誘爆。浸水により夜遅くに転覆した。乗員は「TA30」により救助された。